# HD 22676
HD 22676，又名CP-78 101，SAO 255998、HR 1109，是一颗恒星，视星等为5.7，位于銀經293.79，銀緯-35.8，其B1900.0坐标为赤經3h 33m 37.2s，赤緯-78° -35.8′ 12″。